# 達高·哥達斯
達高·哥達斯（1976年12月16日—），克羅地亞职业足球运动员，现效力浦東中邦。

## 球會生涯
2010年2月，他轉到中甲球會浦東中邦。7月解约。

## 連結
- Profile at Playerhistory （页面存档备份，存于） （英文）
- Profile at Worldfootball （页面存档备份，存于） （英文）
- Profile at transfermarkt （英文）
- Profile at csldata （页面存档备份，存于） （英文）